# Diálogos (revista)
Diálogos. Artes, Letras, Ciencias Humanas fue una revista cultural mexicana editada entre 1964 y 1985. La revista fue dirigida por Ramón Xirau y en su consejo de redacción figuraron José Emilio Pacheco, Homero Aridjis, Vicente Leñero, Alberto Dallal, Jaime del Palacio y Eduardo Martínez, entre otros, y, a partir de 1966, su publicación corrió a cargo de El Colegio de México.
A lo largo de sus años de actividad, Diálogos publicó ensayos y reseñas de diversas áreas, como arte, ciencias sociales, psicología, literatura y temas de actualidad.
En 2008, apareció una antología conmemorativa de la revista que reúne textos de diversos colaboradores. En 2017, El Colegio de México anunció la publicación de una nueva revista cultural en formato electrónico, Otros Diálogos, inspirada por la trayectoria y contenidos de la antigua Diálogos.